# Drejespoleinstrument
Et drejespoleinstrument og Galvanometer er et viserinstrument og transducer, som ved hjælp af elektromagnetisme kan vise, hvor stor strøm, der løber igennem det. Ved hjælp af elektronik og forskellige sensorer kan en lang række målelige fænomener omsættes til en strøm, så drejespoleinstrumenter tjener som visningsenhed i mange især ældre elektroniske måleinstrumenter.
Drejespoleinstrumentet er en gammel teknologi – i løbet af de seneste årtier er drejespoleinstrumenterne blevet delvis fortrængt af digitale løsninger, hvor en AD-konverter omsætter det analoge signal til binære tal, som enten kan udlæses som "almindelige" tal eller præsenteres grafisk.

## Sådan virker et drejespoleinstrument
Til højre ses de vigtigste dele i et drejespoleinstrument: En elektrisk spole (7) er viklet op på et spoleåg (10), som er ophængt i et par pinollejer, så den kan drejes om en akse. På samme akse er monteret en viser (12), så spolens stilling vises på en skala (4). Denne skala er til tider forsynet med en spejlblank "stribe", der skal hjælpe med at aflæse viseren rigtigt og undgå parallakse-fejl.
Spolen sidder mellem polerne på en permanent magnet, sådan at magnetfeltets kraftlinjer står vinkelret på den akse, som spolen kan drejes om. Et par spiralfjedre (6), som kan justeres mekanisk med en stilleskrue (11), sørger for, at når der ikke går nogen strøm i spolen, føres spolen til en hvilestilling, hvor dens sider ligger parallelt med magnetfeltet, og viseren peger på "0" på skalaen – disse fjedre er desuden elektrisk ledende og tjener som "tilledninger" for den bevægelige spole.
Når der sendes jævnstrøm igennem spolen, virker den som en elektromagnet; de to sider af spolen bliver til henholdsvis nord- og sydpol, og disse poler tiltrækkes af modsatte poler på den permanente magnet: Jo større strøm, desto stærkere magnetisk tiltrækning, og jo længere formår disse tiltrækningskræfter at dreje spolen væk fra den hvilestilling, som fjedrene dikterer. Da viseren drejer sammen med spolen, vil dens udslag afhænge af styrken på den strøm, man sender igennem spolen.

## Tekniske egenskaber
Drejespoleinstrumenter kan kun måle jævnstrøm, evt. strømme hvis styrke varierer meget langsomt, fordi viseren og spolen skal bruge nogle brøkdele af et sekund på at finde ligevægtspunktet mellem fjederens kræfter og den magnetiske tiltrækning mellem spolen og magneten, når strømmen ændres. Det her viste instrument kræver desuden, at strømmen altid løber i en bestemt retning, fordi viseren kun kan bevæge sig "med uret" over skalaen. Andre instrumenter har nulpunktet midt på skalaen, og kan vise både positive og negative ("mod uret") udslag.

### Indre modstand
Overfor en konstant jævntstrøm vil spolen have en vis ohmsk modstand, kaldet instrumentets indre modstand: Et instrument med en meget lav indre modstand er velegnet til brug som amperemeter, fordi spændingsfaldet over instrumentet vil være lav. Har instrumentet en stor indre modstand, er det bedre egnet som voltmeter, fordi strømmen i instrumentet derved bliver lille; instrumentet udgør en ganske lille belastning for det kredsløb, der måles på.

### Følsomhed
En anden vigtig oplysning om et drejespoleinstrument er den strøm eller spænding, der skal til for at få fuldt udslag, dvs. få viseren til at gå helt ud til enden af skalaen. Det er groft sagt et mål for, hvor meget elektrisk energi, der skal til for at få fuldt udslag; altså hvor følsomt instrumentet er.
Denne følsomhed kan sænkes, så instrumentet kan måle på større strømme eller spændinger end det, der som udgangspunkt vil give fuldt udslag.
I et amperemeter gøres dette ved at parallelforbinde drejespoleinstrumentet med en modstand, kaldet en shunt. Derved bliver instrumentet en del af en strømdeler, så det "kun" måler på en (konstant) brøkdel af den samlede strøm.
I et voltmeter er drejespoleinstrumentet koblet i serie med en formodstand og indgår på den måde i en spændingsdeler: Her måler instrumentet blot en konstant brøkdel af den spænding, der er over begge komponenter.